# Down (groupe)
Pour les articles homonymes, voir Down.
Down est un supergroupe de sludge metal américain, originaire de La Nouvelle-Orléans, en Louisiane. En 2009, le groupe se compose de Phil Anselmo au chant, Pepper Keenan, et Bobby Landgraf à la guitare, Patrick Bruders à la basse, et Jimmy Bower à la batterie. Depuis sa formation, Down recense trois albums studio, NOLA, Down II: A Bustle in Your Hedgerow et Down III: Over the Under. En 2014, le groupe fait paraître son quatrième album sous la forme d'un EP intitulé Down IV Part II.

## Biographie

### Formation etNOLA(1991–1998)

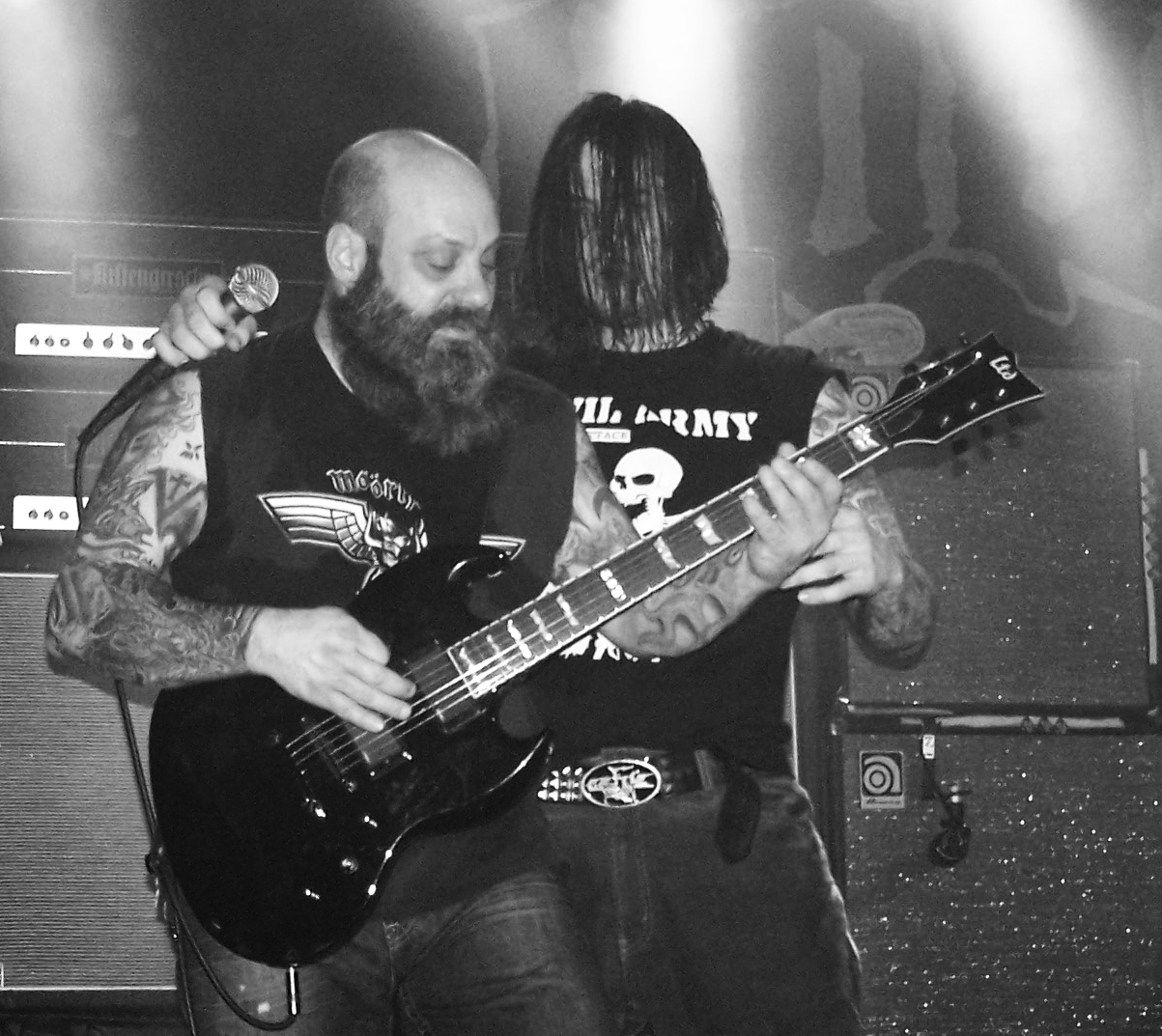
Kirk Windstein et Phil Anselmo.

Down se forme en 1991 avec le chanteur Phil Anselmo (Pantera), le guitariste Pepper Keenan (Corrosion of Conformity), le second guitariste Kirk Windstein et le bassiste Todd Strange (tous deux de Crowbar) ainsi que Jimmy Bower (Eyehategod) à la batterie. Le groupe fait alors une démo composée de trois titres qui n'est vendue que dans la scène underground en Louisiane. Les membres du groupe s'occupent personnellement de vendre les démos en demandant aux gens s'ils avaient « entendu parler de ce groupe, Down » sans préciser qu'ils en font partie. Après quelques concerts, ils sont repérés par le dirigeant du label Elektra Records et signent alors leur premier contrat.
Down réalise son premier album intitulé NOLA le 19 septembre 1995. L'album débute dès sa sortie au 55e rang du Billboard 200 et est certifié album de platine par la RIAA. NOLA reçoit de très bonnes critiques ; David Reamer de AllMusic lui attribue une note de 4,5 sur 5, et loue les chansons Temptation Wings, Stone the Crow et Bury Me in Smoke. Ce dernier rajoute que « cet album combine le talent de musiciens talentueux et devrait être inclus dans n'importe quelle collection de heavy metal. » Après une tournée de 13 dates, les membres du groupe se mettent en hiatus indéfiniment pour se concentrer sur leurs groupes respectifs.

### A Bustle in Your Hedgerow(1999–2005)
En 1999, pendant l'inactivité de Down, Todd Strange décide de quitter le groupe, et est remplacé par le bassiste de Pantera, Rex Brown. En 2002, Down écrit et enregistre l'album Down II: A Bustle in Your Hedgerow en 28 jours « induit de drogues et d'alcool » dans une grange appelé Nödferatu's Lair. 
L'album sort le 26 mars 2002, et est moins bien accueilli par la presse spécialisée que son prédécesseur. Borivoj Krgin, du site Blabbermouth.net, explique que « les morceaux sur Down II semble avoir été jetés ensemble plus au hasard, une grande partie de l'album est en deçà de NOLA. » Malgré ces mauvaises critiques, il atteint la 44e position au Billboard 200. Down participe ensuite au Ozzfest sur la seconde scène, puis se met une nouvelle fois en inactivité pour que les membres du groupe s'occupent de leurs groupes respectifs.

### Over the Under(2006–2008)
Down se reforme de nouveau en 2006 et signe avec un nouveau label, Warner Bros Records. Down III: Over the Under est écrit durant l'année. Les textes parlent de l'assassinat de Dimebag Darrell, de la séparation de Pantera, de la haine après le passage de l'Ouragan Katrina à La Nouvelle-Orléans, et de la récupération d'Anselmo après son opération du dos et de ses addictions aux drogues. 
Débutant à la 26e place au Billboard 200, l'album sort le 25 septembre 2007, et est généralement bien accueilli. Kirk Miller de Decibel Magazine déclare : « Pendant près d'une heure c'est comme si le monde du métal s'était remis à sa place. »

### Down IV Part. IetPart. II(2009–2014)

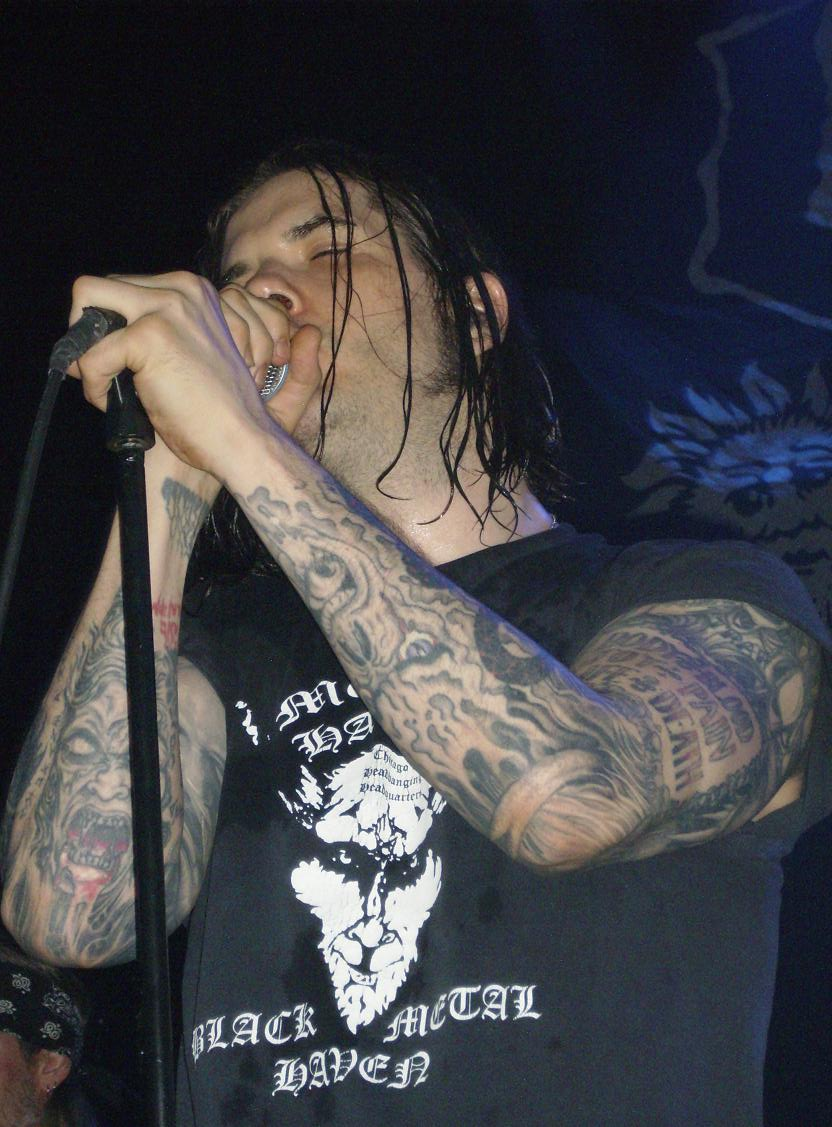
Phil Anselmo au chant à Madrid, en Espagne.

Le 30 mars 2009, le groupe déclare sur son forum officiel qu'il rentrera en studio en octobre 2009 pour enregistrer ce qui devrait être Down IV. En août 2009, Rex Brown connait des ennuis de santé avec un problème au pancréas, ce qui força le groupe à faire sa tournée américaine sans lui et qui alimenta les rumeurs de départ de Brown. Anselmo affirme malgré tout dans un bulletin sur le site officiel du groupe que Brown est toujours un membre à part entière et qu'il prend juste le temps de se remettre de son opération du pancréas.
Le DVD Diary of a Mad Band, qui suit le groupe durant sa tournée européenne est sorti en 2010 aux États-Unis. Le 17 septembre 2012, Down fait paraître Down IV Part I: The Purple EP, premier volet orienté doom-metal, d'une série de quatre EP retraçant les influences du groupe. Lors de l'édition 2013 du Hellfest, le groupe rajoute une seconde prestation pour pallier l'annulation de Clutch. À cette occasion, le groupe interprète des morceaux rarement joués en concert et des reprises de Eyehategod, Crowbar et Corrosion of Conformity avec des invités parmi lesquels Jason Newsted, la compagne d'Anselmo au chant sur les reprises d'Eyehategod ainsi que Bobby Landgraf (qui rejoint officiellement le groupe quelques mois plus tard en remplacement de Kirk Windstein).

### Polémiques (depuis 2015)
En janvier 2016, Phil Anselmo fait un salut nazi en criant « White Power » durant le Dimebash, un concert en hommage à Dimebag Darrell. Le festival hollandais FortaRock annonce quelques jours plus tard la déprogrammation du groupe de son édition 2016. En février 2016, le groupe annule sa participation au Hellfest ; Bruno Retailleau, président de la région du Pays de la Loire voulant interdire le groupe d'y participer pour « incitation à la haine ». La polémique enflant, le groupe annonce finalement l'annulation de sa tournée des festivals européens programmée en juin. En juillet 2016, Anselmo annonce se retrouver face à un avenir incertain concernant Down, mais qu'il se dit confiant quant à un retour du groupe. Lors d'un entretien en février 2017, Anselmo pense qu'il y aura du nouveau cette année.

## Membres

### Membres actuels
- Phil Anselmo – chant, guitare (depuis 1991)
- Pepper Keenan – guitare (depuis 1991)
- Jimmy Bower – batterie (depuis 1991)
- Patrick Bruders – basse (depuis 2011)
- Bobby Landgraf – guitare (depuis 2013)

### Anciens membres
- Todd Strange – basse (1991–1999)
- Kirk Windstein – guitare (1991–2013), basse (1995)
- Rex Brown – basse (1999–2011)

## Discographie

### Albums studio
- 1995 : NOLA
- 2002 : Down II: A Bustle in Your Hedgerow
- 2007 : Down III: Over the Under

### EP
- 2012 : Down IV Part I: The Purple EP
- 2014 : Down IV Part II

### Albums live
- 2010 : Diary of a Mad Band: Europe in the Year of VI